# Ярки (Томская область)
Ярки — упразднённая в 2001 году деревня в Чаинском районе Томской области России. Входила в состав Усть-Бакчарского сельского поселения. 

## География
Располагался на правом берегу реки Парбиг, на расстоянии примерно 2,5 километра к северо-востоку от деревни Черемхово.

## История
Возникла в 1930-е годы как спецпереселенческий посёлок для лиц из числа кулацкого элемента. По данным на 1938 г. трудпосёлок Яркий относился к Бундюрской поселковой комендатуре, в нём размещалось 62 семьи спецпереселенцев, в том числе 62 мужчины, 81 женщина и 146 детей до 16 лет. В трудпосёлке действовала сельхоз артель Наркомзема.
Упразднена в 2001 году.

## Население
| 1939 | 1952 | 1959 | 1970 | 1977 | 1979 | 1989 |
| ---- | ---- | ---- | ---- | ---- | ---- | ---- |
| 310  | ↘95  | ↘82  | ↘16  | ↘7   | ↘3   | ↘2   |